# Cabúgao
Cabúgao es un municipio de tercera categoría, situado en la provincia de Ilocos Sur en Filipinas. Según el censo de 2000, cuenta con una población de 31,459 habitantes.

## Barangayes
Cabúgao está políticamente subdividido en 33 barangayes.
| - Alinaay - Aragan - Arnap - Baclig (Pob.) - Bato - Bonifacio (Pob.) - Bungro - Cacadiran - Caellayan - Carusipan - Catucdaan | - Cuancabal - Cuantacla - Daclapan - Dardarat - Lipit - Maradodon - Margaay - Nagsantaan - Nagsincaoan - Namruangan - Pila | - Pug-os - Quezon (Pob.) - Reppaac - Rizal (Pob.) - Sabang - Sagayaden - Salapasap - Salomague - Sisim - Turod - Turod-Patac |